# 多姆納爾·格里森
當勞·基臣（英語：Domhnall Gleeson，/ˈdoʊnəl ˈɡliːsən/，1983年5月12日—），愛爾蘭男演員編劇。他是演員班頓·基臣的兒子，曾跟父親一起演出過許多電影和戲劇項目。他畢業於都柏林理工學院的媒體藝術文學士學位。
在他職業生涯的早期階段，基臣執導並擔任多部短片的編劇，並憑藉在百老匯製作的《伊尼什莫島的上尉》的角色獲得第60屆東尼獎的提名，並在《別讓我走》裡擔任配角。他於2010-2011年憑著最後兩輯《哈利波特系列電影》中飾演比爾·衛斯理一角而廣為人知，其他的還有2013年《回到最愛的一天》裡的阿添·雷克，以及2014年基於事實的戰爭劇情電影《非凡生命歷》中飾演羅素·阿倫·菲利普。基臣憑著在2010年的電視電影《當哈佛遇上鮑勃》、2012年的《貴族孽緣：安娜．卡列尼娜》和2014年的《法蘭克》中的演出贏得了三項愛爾蘭電影與電視學院獎。
隨後數年，基臣憑藉在多部奧斯卡金像獎提名電影中的演出並獲得了廣泛的認可和讚譽，包括：2014年《智能叛侶》中的嘉立·史密斯，2015年《布魯克林之戀》的占·法雷爾，以及《復仇勇者》的毛皮商安德魯·亨利。他還於2015-2019年的《星球大戰後傳三部曲》裡飾演赫斯將軍。2020年，他主演HBO的黑色喜劇劇集《逃》；同年，他在《愛爾蘭時報》的「愛爾蘭最偉大電影演員名單」中名列第21位。2023年，他憑著限定劇集《理智與殺欲之間》裡的角色獲得金球獎和影評人選擇大獎的提名，他還演出了諷刺政治迷你劇《白宮水管工》。

## 早年
基臣在1983年5月12日出生於愛爾蘭都柏林，他的父親為演員班頓·基臣，母親為瑪麗·韋爾登（Mary Weldon）。他於家中有三個兄弟，分別名為費格斯（Fergus）、布萊恩和羅里（Rory），基臣是四個男孩中的老大，而他的弟弟布萊恩也是一名演員。
基臣於都柏林地區的馬拉海德長大，他曾就讀於馬拉海德社區學校，並在那裡演出了《油脂》和《李爾王》的校園製作。他後來畢業於都柏林理工學院的媒體藝術文學士學位。

## 演藝生涯

### 2001–2009年：劇院與早期認同
基臣於畢業後便開始為電影和舞台劇執導與擔任編劇。2001年，他跟占士·達斯和帕洛瑪·巴埃薩一起出現於英國電視迷你劇集《叛逆之心》裡。2004年，基臣在馬田·麥當奴的短片《六槍手》中首次亮相，該片由他的父親主演。這部電影獲得了奧斯卡最佳實景短片獎。他在2005年的恐怖喜劇《同學不是人》裡演出一個小角色。基臣於2006年主演了劇情片《螺栓（Studs）》，而父親跟他一同參演。他是2005年RTÉ的電視連續劇《最後的福隆》參演的主要演員之一。基臣於23歲之齡現身於百老匯劇院的舞台劇《伊尼什莫島的上尉》，並憑著飾演愚笨的戴維而獲得東尼獎的提名。
2007年末，基臣在都柏林的門劇院演出曉治·倫納德改編自查爾斯·狄更斯的戲劇《遠大前程》，他於當中飾演演赫伯特·帕克特一角。《愛爾蘭獨立報》的評論家布魯斯·阿諾（Bruce Arnold）把這個角色描述為「機智地扮演」。那年早些時候，他在大衛·馬梅特的戲劇《美國水牛城》裡飾演波比一角，該劇也是在門劇院演出。
2008年，基臣主演了RTÉ的愛爾蘭一次性喜劇小品《你的壞自我》，該節目於當年12月26日播出，它後來於2010年發展成連續劇。同年，他也參演了於2009年上映的電影《狗年》，該片由謝夫·布烈治主演，而基臣飾演雜工安東尼·岩士唐。
2009年3月，基臣獲證實將於《哈利波特－死神的聖物1》中飾演比爾·衛斯理一角。他的父親班頓於該電影系列中飾演瘋眼穆敵。基臣起初不情願跟父親參演同一部電影，但他後來改變了主意。他曾於2006年談到自己的表演時說：「因為我父親的緣故，我一直很確定不想演戲。我以為我會一直會擁有『他給了你這個角色』這樣的父子關係。」也是在那一年，基臣於電影《感覺（Sensation）》裡詮釋了一個年輕農民的角色，講述他跟一個應召女郎「無情邂逅」的相遇發展成苦樂參半的愛情故事。

### 2010–2014年：事業突破

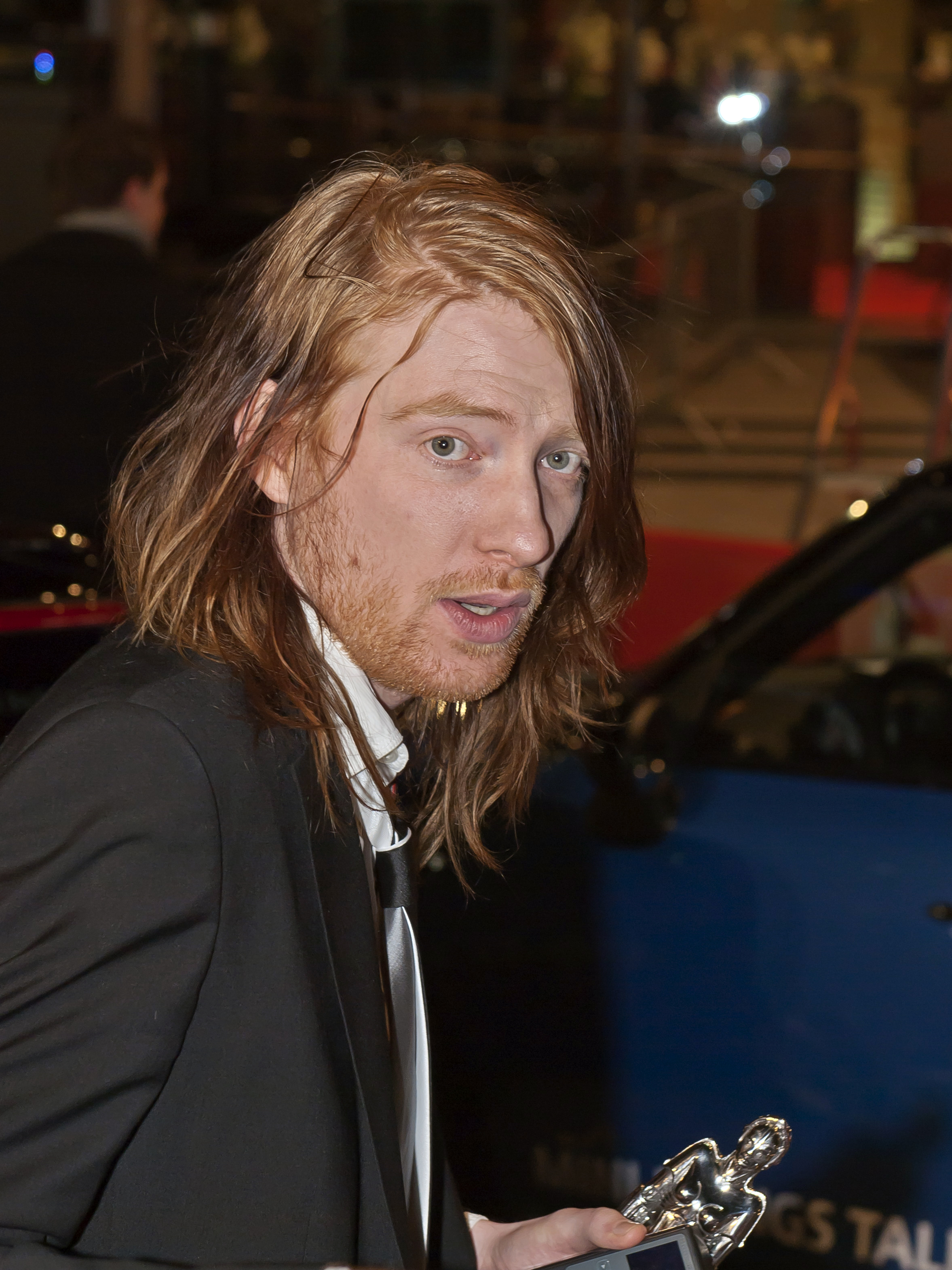
當勞·格利遜出席2011年柏林國際影展。

基臣於2010年上映的第一部電影是反烏托邦浪漫電影《別讓我走》，該片由姬拉·麗莉、安德魯·嘉菲、嘉莉·慕萊根共同主演。《哈利波特：死神的聖物1》於同年11月發行，而下集電影於次年的7月發行。他對榮恩·衛斯理的哥哥比爾·衛斯理之刻劃讓基臣接觸到更廣泛的觀眾。他跟傑夫·布里吉、麥特·戴蒙一起參演柯恩兄弟的奧斯卡金像獎提名電影《離奇復仇事件》，基臣在當中飾演飾演年輕的亡命之徒穆恩。由他執導並由他的父親和兄弟主演的喜劇短片《諾琳（Noreen）》，於翠貝卡電影節上放映。他於電視電影《當哈佛遇上鮑勃》中飾演於1985年組織《拯救生命》音樂會的音樂家鮑勃·格爾多夫，該片於2010年12月26日於BBC第四台播放。基臣憑著電影中的演出而嬴得2011年愛爾蘭電影及電視學院獎的最佳男主角。
2012年8月上映的劇情片《影子舞者》中，基臣飾演一名愛爾蘭共和軍成員，劇情講述其親姐姐向軍情五處告密的事。在根據列夫·托爾斯泰的經典小說改編的歷史愛情片《安娜·卡列尼娜》中，基臣飾演了地主康斯坦丁·雷文一角，該片的導演為喬·萊特。《每日電訊報》的影評人添·羅比（Tim Robey）對他的演出表示稱讚，並指基臣「強調了雷文可愛的自我認真，而沒有感傷讓他努力工作的東西。」他於2012年的最後一部作品是由卡爾·奧賓主演判官爵德的科幻動作片《新特警判官》，他在當中扮演了一位不知名的電腦專家，替爵德的幫派工作。
2013年，基臣於科幻選集連續劇《黑鏡》裡的其中一集《馬上回來》裡作客串演出，他跟希莉·艾維一起主演，他扮演了一個在車禍中喪生的男人，但作為他自己的合成複製機器人回到其愛人身邊。該年的晚些時候，他於李察·寇蒂斯執導和擔任編劇的浪漫喜劇《回到最愛的一天》裡擔任主演。故事講述了一個由基臣飾演的年輕人，他為了擁有心儀的美國女孩（麗素·麥雅當絲飾演）並有一個更美好的未來，他利用穿越時光的方法來試著改變自己的過去。攝製於2012年6月在英國倫敦進行。電影獲得大部分的負面評價，然而《衛報》的嘉芙蓮·沙德（Catherine Shaord）儘管她指出「起初的效果令人不安」，但她把基臣描述為「生薑曉·格蘭特」；隨著《回到最愛的一天》的進行，基臣把他與生俱來的魅力閃耀散發出來，而這種奇怪的脫節卻變得非常引人注目。
基臣在蘭尼·亞伯咸臣的2014年電影《法蘭克》裡的飾演一名想成為音樂家的喬恩，並加入到由米高·法斯賓達所飾演的古怪且頭戴紙製頭飾的名義角色的樂隊之中。基臣在愛爾蘭劇情片《神父有難》中扮演了一個精神病殺手的小角色，其父親主演在監獄探望他的天主教神父。他於2014年的最後一部電影是安祖蓮娜·祖莉的執導首作—戰爭片《非凡生命歷》。在電影中，基臣描繪著一名於二戰期間因在太平洋經歷飛機失事後而迷失於海上的士兵。他為了該角色減掉了他所說的「相當大的體重」。基臣後來創作並主演了慈善喜劇小品，由他跟其父親與弟弟布萊恩·基臣一起演出，為都柏林拉赫尼的聖弗朗西斯臨終關懷醫院（St. Francis Hospice）籌款。2014年，基臣執導並主演了Squarehead樂隊於2014年的公益歌曲《2025》，所有收益將捐給Immatürity For Charity。

### 2015年至今：男主角與主流電影
2015年，基臣可見參演了四部電影，全部都獲得了奧斯卡金像獎的提名。他當年的第一部作品是由亞力克斯·嘉蘭執導的科幻心理驚悚片《智能叛侶》，該片於2013年夏天在挪威瓦爾達倫的一家酒店拍攝，並於2015年1月上映。基臣於這部電影飾演一名程序員嘉立·史密斯（主角），他贏得了參觀其公司首席執行官之家的比賽，並測試由人工智能類人型機械人艾娃的人類質素。這部電影是《別讓我走》及《新特警判官》的編劇亞力克斯·嘉蘭的執導首作，這也是他們的第三度合作。《智能叛侶》因其演出、劇本、執導和視覺效果而獲得一致好評。基臣於浪漫時代劇《布魯克林之戀》中，他演出作為一位生活在1950年代布魯克林的年輕愛爾蘭女性（茜爾莎·羅倫 飾）的浪漫情人配角。基臣於2014年4月獲宣布成為《星球大戰後傳三部曲》中的一分子。第一輯《STAR WARS：原力覺醒》於2015年12月上映。基臣飾演冷酷無情的第一軍團弒星者基地的指揮官—赫斯將軍。在整部電影中，赫斯將軍都跟由阿當·戴華飾演的第一軍團指揮官凱羅·忍爭奪權力，及後他於續集回歸演出同一角色。在他該年的最後一齣電影中，基臣於艾力謝路·高沙里斯·依拿力圖的西部片《復仇勇者》中演出毛皮商人安德魯·亨利，他跟里安納度·狄卡比奧飾演的設置狩獵陷阱的毛皮獵人休·格拉斯。同年1月至2月，基臣跟其父親與弟弟一起主演了恩達·沃爾什的複興版戲劇《沃爾沃斯鬧劇》。2016年2月，基臣替英國廣播公司第二台的自然紀錄片系列《地球上最偉大奇觀》擔任旁述。

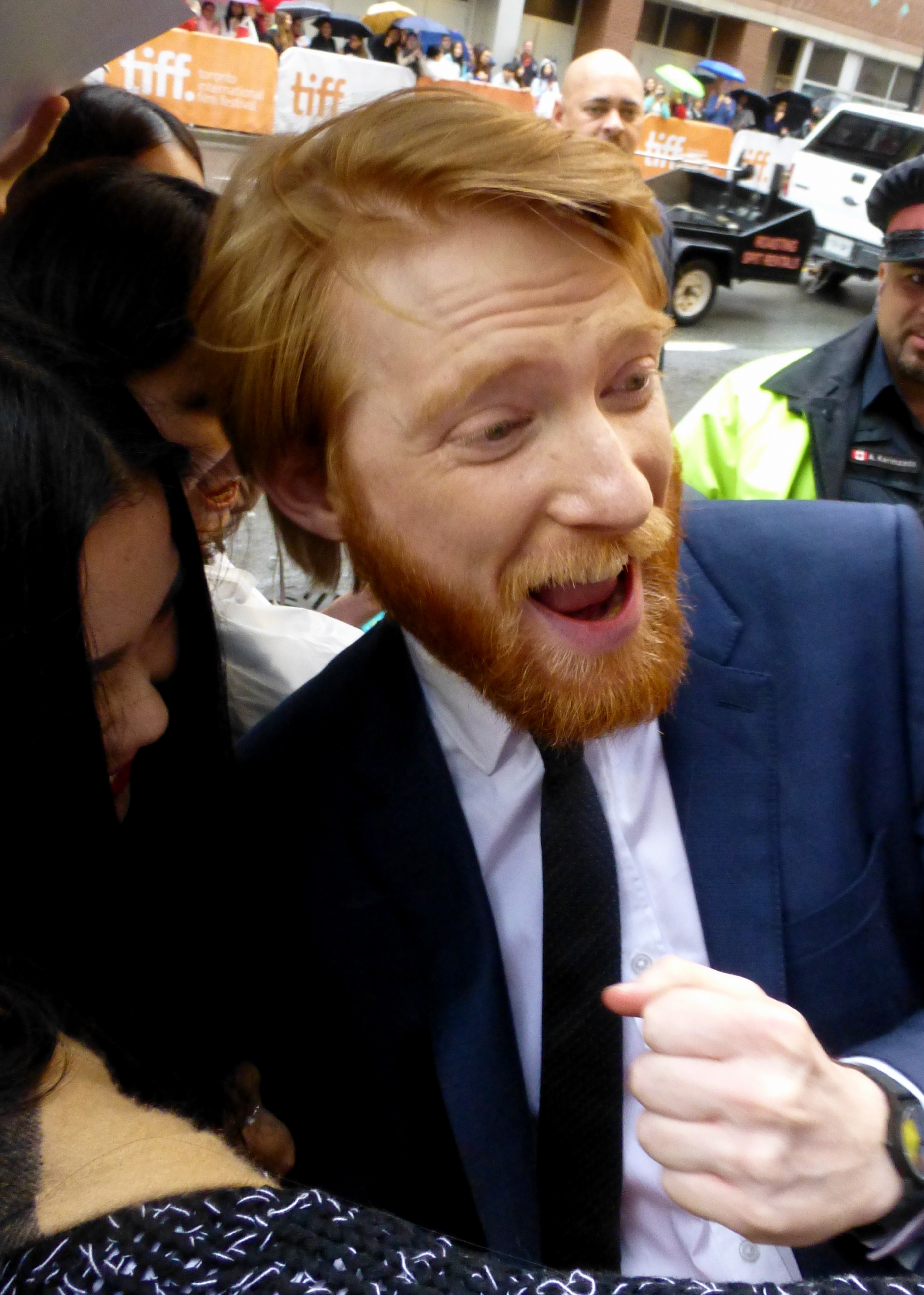
2015年9月，基臣出席《布魯克林之戀》的首映禮。

基臣於2016年替時尚之家博柏利製作的聖誕主題廣告短片中扮演該公司的創始人湯馬士·博柏利。2017年3月，他以招聘顧問的身份客串了英國第四台的情景喜劇《大禍臨頭》。基臣隨後於2017年9月上映的電影《巴利薛爾：飛常任務》中扮演虛構的美國中央情報局特工蒙提·謝佛，並由湯·告魯斯飾演毒販巴利·薛爾。同樣在9月，基臣於達倫·艾朗夫斯基的心理恐怖電影《媽媽！》當中扮演了一個小角色，他在該電影中跟他的弟弟分享了大部分的放映時間，並跟姬絲汀娜·艾寶琪與托馬斯·哈登·丘奇一起演出獨立喜劇《露水風波》，並在傳記電影《再見小熊心》裡飾演小熊維尼的創作者艾倫·亞歷山大·米恩。英國廣播公司的評論員尼古拉斯·巴伯（Nicholas Barber）認為他對米恩的刻劃「有點太生硬了」。基臣於2017年12月上映的《星球大戰：最後絕地武士》中再次飾演赫斯將軍。
在基臣於2018年的第一部電影中，他在傳記喜劇《無用之舉》裡跟國家諷刺雜誌的聯合創始人兼作家亨利·比爾德共同演出，跟威爾·福爾特飾演該雜誌的聯合創始人道拉格斯·肯尼演對手戲。基臣接下來演出2018年電影《比得兔》—那是改編自碧雅翠絲·波特的同名角色的故事—他飾演著麥雷戈先生的侄孫兼繼承人—湯馬士·麥雷戈。儘管《Deadline Hollywood》的評論家皮特·哈蒙德（Pete Hammond）稱讚「一個具吸引力的基臣克服了湯馬士不討人喜歡的那方面」，然而這個改編受到評論家的褒貶不一的評價。這部電影在票房上取得更好的成績，全球票房收入超過$3.5億美元。基臣跟其弟弟與父親一起演出了2018年於天空藝術首播的短片《精神（Psychic）》，該短片由後者執導。
同樣於2018年，基臣與露芙·韋臣一同主演了超自然驚悚片《小小陌生人》。故事講述了一位他所飾演的鄉村醫生在一個可能鬧鬼的老莊園裡接受診治一位病人，他在那裡愛上了業主的小女兒（韋臣 飾）。這是基臣跟導演蘭尼·亞伯拉罕森（Lenny Abrahamson）在繼《法蘭克》之後的第二次合作。接下來，他在2019年犯罪劇《地獄廚房》中擔任配角，飾演一名激烈的越戰老兵，後來成為了愛爾蘭幫的殺手。
2019年末，基臣在《星球大戰》九部電影系列的最後一部電影《星球大戰：天行者崛起》中回歸飾演赫斯將軍的角色。他亦於2021年電影《比得兔2：走佬日記》裡再次飾演湯馬士·麥雷戈。
2022年，基臣與史提夫·加維一起主演了FX Networks的心理驚悚限定劇《理智與殺欲之間》，他所飾演的角色是連環殺手森·福特納。

## 私生活
基臣居於都柏林的鲍尔斯布里奇。
他跟其父親班頓皆喜歡著英格蘭足球超級聯賽的阿士東維拉足球會，並分享了對該足球隊的熱愛。2015年，當該球隊於在溫布利球場上戰勝利物浦贏得英格蘭足總盃半決賽的那一刻，他把它形容為「我生命裡其中一個最美好的日子」。
2020年4月，基臣在接受《衛報》採訪時，他表示自己從未想過在職業生涯初期改掉姓氏以遠離父親的影子。他的理由是當時其父親於國際上的知名度並不高，而愛爾蘭電影界的每個人都已經知道他們的關係。

## 作品列表

### 電影
| 年份 | 電影                                               | 角色                                         | 附註             |
| ---- | -------------------------------------------------- | -------------------------------------------- | ---------------- |
| 2004 | 六槍手                                             | 收銀員                                       | 短片             |
| 2005 | 同學不是人                                         | 伯納德（Bernard）                            |                  |
| 2005 | 星星（Stars）                                      | 布萊恩（Brian）                              | 短片；配音       |
| 2006 | 螺栓（Studs）                                      | 特蘭帕斯（Trampis）                          |                  |
| 2009 | 狗年                                               | 安東尼·岩士唐（Anthony Armstrong）           |                  |
| 2009 | 甚麼會倖存下來（What Will Survive of Us）          | 不詳                                         | 短片；編劇和導演 |
| 2009 | 搶錢搶妞暴走男                                     | 克利福德（Clifford）                         |                  |
| 2009 | 燈心絨（Corduroy）                                 | 曼宏（Mahon）                                | 短片             |
| 2010 | 別讓我走                                           | 羅德尼（Rodney）                             |                  |
| 2010 | 感覺（Sensation）                                  | 多納爾·杜根（Donal Duggan）                  |                  |
| 2010 | 諾林（Noreen）                                     | 不詳                                         | 短片；編劇和導演 |
| 2010 | 哈利波特－死神的聖物1                              | 比爾·衛斯理                                  |                  |
| 2010 | 離奇復仇事件                                       | 穆恩小子（Moon (The Kid)）                   |                  |
| 2011 | 哈利波特－死神的聖物2                              | 比爾·衛斯理                                  |                  |
| 2012 | 影子舞者                                           | 康納（Connor）                               |                  |
| 2012 | 超時空戰警3D                                       | 電腦專家                                     |                  |
| 2012 | 安娜·卡列尼娜                                      | 康斯坦丁·雷文（Konstantin Levin）            |                  |
| 2013 | 真愛每一天                                         | 添·雷克（Tim Lake）                          |                  |
| 2014 | 法蘭克                                             | 喬恩（Jon）                                  |                  |
| 2014 | 神父有難                                           | 佛瑞迪·喬伊斯（Freddie Joyce）               |                  |
| 2014 | 非凡生命歷                                         | 羅素·艾倫·菲利普斯（Russell Allen Phillips） |                  |
| 2015 | 智能叛侶                                           | 迦勒·史密夫（Caleb Smith）                   |                  |
| 2015 | 布魯克林之戀                                       | 占·法瑞爾（Jim Farrell）                     |                  |
| 2015 | STAR WARS：原力覺醒                                | 赫斯將軍                                     |                  |
| 2015 | 《復仇勇者》                                       | 安德魯·亨利                                  |                  |
| 2016 | 湯馬士·博柏利的故事（The Tale of Thomas Burberry） | 湯馬士·博柏利                                | 短片             |
| 2017 | 巴利薛爾：飛常任務                                 | 蒙提·希佛（Monty Schafer）                   |                  |
| 2017 | 媽媽！                                             | 長子                                         |                  |
| 2017 | 露水風波                                           | 史登斯蘭（Stensland）                        |                  |
| 2017 | 再見小熊心                                         | A·A·米恩                                     |                  |
| 2017 | 星球大戰：最後絕地武士                             | 赫斯將軍                                     |                  |
| 2018 | 無用之舉                                           | 亨利·比爾德                                  |                  |
| 2018 | 比得兔                                             | 謝洛美·費雪先生（Mr. Jeremy Fisher）         | 配音             |
| 2018 | 比得兔                                             | 湯瑪斯·麥奎格（Thomas McGregor）             |                  |
| 2018 | 小小陌生人                                         | 法拉第醫生（Dr. Faraday）                    |                  |
| 2019 | 地獄廚房                                           | 加布利爾·奧馬利（Gabriel O’Malley）          |                  |
| 2019 | STAR WARS：天行者的崛起                            | 赫斯將軍                                     |                  |
| 2021 | 比得兔2：走佬日記                                  | 湯瑪斯·麥奎格（Thomas McGregor）             |                  |
| 2025 | 尋秘不老泉                                         | 歐文·卡佛（Owen Carver）                     |                  |

### 電視
| 年份 | 劇集                                       | 角色                                   | 附註           |
| ---- | ------------------------------------------ | -------------------------------------- | -------------- |
| 2001 | 叛逆之心                                   | 伯恩（Byrne）                          | 1集            |
| 2005 | 最後的福隆                                 | 尚恩·弗拉納根（Sean Flanagan）         | 3集            |
| 2009 | 狗年                                       | 安東尼·岩士唐（Anthony Armstrong）     | 電視電影       |
| 2010 | 你的壞自我                                 | 不同角色                               | 6集；同為編劇  |
| 2010 | 當哈維遇上鮑勃                             | 鮑勃·格爾多夫                          | 電視電影       |
| 2012 | 慈善事業的不成熟（Immatürity for Charity） | 不同角色                               | 籌款活動       |
| 2013 | 黑鏡                                       | 阿什·斯塔默（Ash Starmer）             | 集數：馬上回來 |
| 2016 | 地球上最偉大奇觀                           | 旁述（Narrator）                       | 3集            |
| 2016 | 樂高星際大戰：原力覺醒                     | 赫斯將軍                               | 配音           |
| 2017 | 大禍臨頭                                   | 丹（Dan）                              | 2集            |
| 2018 | 精神（Psychic）                            | 謝爾加（Shergar）                      | 電視電影短片   |
| 2019 | 星球大戰：抵抗勢力                         | 赫斯將軍（General Armitage Hux）       | 2集；存檔音頻  |
| 2020 | 逃                                         | 比利·約翰遜（Billy Johnson）           | 7集            |
| 2021 | 愛爾蘭的弗蘭克                             | 杜夫斯·麥茲拉根（Doofus MacGiollagan） | 6集            |
| 2022 | 理智與殺欲之間                             | 森·福特納（Sam Fortner）               |                |
| TBA  | 白宮水管工                                 | 約翰·狄恩                              |                |

### 舞台劇
| 年份    | 劇集             | 角色                            | 演出地點                       |
| ------- | ---------------- | ------------------------------- | ------------------------------ |
| 2001-02 | 伊尼什莫島的上尉 | 戴維（Davey）                   | 倫敦巴比肯藝術中心             |
| 2001-02 | 伊尼什莫島的上尉 | 戴維（Davey）                   | 倫敦加里克劇院                 |
| 2006    | 伊尼什莫島的上尉 | 戴維（Davey）                   | 百老匯蘭心劇院                 |
| 2007    | 美國水牛城       | 波比（Bobby）                   | 都柏林門劇院                   |
| 2007    | 遠大前程         | 赫伯特·帕克特（Herbert Pocket） | 都柏林門劇院                   |
| 2015    | 沃爾沃斯鬧劇     | 布萊克（Blake）                 | 都柏林奧林匹亞劇院             |
| 2021    | 藥物             | 約翰·凱恩（John Kane）          | 愛丁堡特拉弗斯劇院             |
| 2021    | 藥物             | 約翰·凱恩（John Kane）          | 高威（Galway）的高威國際藝術節 |
| 2021    | 藥物             | 約翰·凱恩（John Kane）          | 布魯克林區聖安倉庫             |

### 主題公園景點
| 年份 | 地點                                                          | 主題公園設施名稱       | 角色        |
| ---- | ------------------------------------------------------------- | ---------------------- | ----------- |
| 2014 | 佛羅里達環球影城                                              | 哈利波特與古靈閣大逃亡 | 比爾·衛斯理 |
| 2017 | 迪士尼荷里活影城 及 加州迪士尼主題樂園                        | 星際之旅：繼續冒險     | 赫斯將軍    |
| 2019 | 星球大戰：銀河邊緣 （迪士尼荷里活影城 及 加州迪士尼主題樂園） | 星球大戰：反抗軍崛起   | 赫斯將軍    |

### 電子遊戲
| 年份 | 遊戲名稱               | 角色     | 備註 |
| ---- | ---------------------- | -------- | ---- |
| 2016 | 樂高星球大戰：原力覺醒 | 赫斯將軍 | -    |

## 獎項和提名
| 年份 | 電影／作品          | 頒獎禮                                                                   | 獎項                                                       | 結果 |
| ---- | ------------------- | ------------------------------------------------------------------------ | ---------------------------------------------------------- | ---- |
| 2006 | 伊尼什莫島的上尉    | 東尼獎                                                                   | 最佳話劇男配角                                             | 提名 |
| 2007 | 螺栓（Studs）       | 愛爾蘭電影電視學院獎                                                     | 突破才能（Breakthrough Talent）                            | 提名 |
| 2011 | —                   | 柏林國際影展                                                             | 擊發之星                                                   | 獲獎 |
| 2011 | 當哈維遇上鮑勃      | 愛爾蘭電影電視學院獎                                                     | 最佳電視男主角                                             | 獲獎 |
| 2011 | 諾林（Noreen）      | 翠貝卡電影節                                                             | 評審團獎：最佳敘事短片（Jury Award: Best Narrative Short） | 提名 |
| 2012 | 影子舞者            | 英國獨立電影獎                                                           | 最佳男配角                                                 | 提名 |
| 2012 | 安娜·卡列尼娜       | 漢普頓國際影展                                                           | 突破表演者                                                 | 獲獎 |
| 2013 | 安娜·卡列尼娜       | 帝國獎                                                                   | 最佳男新人                                                 | 提名 |
| 2013 | 安娜·卡列尼娜       | 愛爾蘭電影電視學院獎                                                     | 最佳電影男配角                                             | 獲獎 |
| 2014 | 真愛每一天          | 愛爾蘭電影電視學院獎                                                     | 最佳電影男主角                                             | 提名 |
| 2015 | 法蘭克              | 愛爾蘭電影電視學院獎                                                     | 最佳電影男配角                                             | 獲獎 |
| 2015 | STAR WARS：原力覺醒 | 賽道巡迴社區獎（Awards Circuit Community Awards）                        | 最佳演員團隊                                               | 提名 |
| 2015 | 布魯克林之戀        | 英國獨立電影獎                                                           | 最佳男配角                                                 | 提名 |
| 2016 | 布魯克林之戀        | 愛爾蘭電影電視學院獎                                                     | 最佳電影男配角                                             | 提名 |
| 2016 | 智能叛侶            | 愛爾蘭電影電視學院獎                                                     | 最佳電影男主角                                             | 提名 |
| 2016 | 智能叛侶            | 土星獎                                                                   | 最佳男主角                                                 | 提名 |
| 2016 | 智能叛侶            | 俄亥俄州中部影評人協會獎（Central Ohio Film Critics Association Awards） | 最佳演員團隊                                               | 提名 |
| 2016 | —                   | 俄亥俄州中部影評人協會獎（Central Ohio Film Critics Association Awards） | 年度演員                                                   | 亞軍 |
| 2022 | 藥物                | 愛爾蘭劇場獎                                                             | 最佳男主角                                                 | 提名 |
| 2023 | 理智與殺欲之間      | 評論家選擇獎                                                             | 評論家選擇獎最佳限定劇集/電視電影男配角                    | 提名 |
| 2023 | 理智與殺欲之間      | 金球獎                                                                   | 最佳限定劇集/電影男配角                                    | 提名 |

## 外部連結
- 多姆納爾·格里森在互联网电影资料库（IMDb）上的資料（英文）
- Domhnall Gleeson appreciation blog.